# Septmoncel-les-Molunes
Septmoncel-les-Molunes es una comuna nueva francesa situada en el departamento de Jura, de la región de Borgoña-Franco Condado.

## Historia
Fue creada el 1 de enero de 2017, en aplicación de una resolución del prefecto de Jura de 15 de diciembre de 2016 con la unión de las comunas de Septmoncel y Les Molunes, pasando a estar el ayuntamiento en la antigua comuna de Septmoncel.

## Demografía
| Gráfica de evolución demográfica de Septmoncel-les-Molunes entre 1800 y 2014 |
|                                                                              |

Los datos entre 1800 y 2013 son el resultado de sumar los parciales de las dos comunas que forman la nueva comuna de Septmoncel-les-Molunes, cuyos datos se han cogido de 1800 a 1999, para las comunas de Les Molunes y Septmoncel de la página francesa EHESS/Cassini. Los demás datos se han cogido de la página del INSEE.

## Composición
| Comuna delegada | Código INSEE | Población (2013) | Superficie (km²) | Densidad (hab./km²) |
| --------------- | ------------ | ---------------- | ---------------- | ------------------- |
| Les Molunes     | 39341        | 151              | 20.51            | 7                   |
| Septmoncel      | 39510        | 680              | 19.4             | 35                  |